# Лысовский сельский совет (Залещицкий район)
Лысовский сельский совет (укр. Лисівська сільська рада) — входит в состав
Залещицкого района
Тернопольской области
Украины.
Административный центр сельского совета находится в 
с. Лысовцы.

## Населённые пункты совета
- с. Лысовцы